# Jerry Vandam
Jerry Vandam, né le 8 décembre 1988 à Lille, est un footballeur franco-ghanéen qui évolue au poste de défenseur. Il est le neveu de l'ancien footballeur Alex Nyarko.

## Biographie
Le 16 janvier 2008, il participe à son premier match en Ligue 1 à tout juste 19 ans face au Stade rennais (victoire 3-1 du LOSC). Reconverti arrière droit alors qu'il jouait auparavant milieu défensif dans son club d'Haubourdin, il s'entraîne régulièrement avec le groupe professionnel et joue quelques matchs de Coupe de la Ligue et de Ligue Europa.
Il est sacré champion de France avec Lille en 2011.
Peu utilisé il est annoncé en prêt à Châteauroux où il pose même avec le maillot castelroussin pour la photo officielle. Il choisit finalement d'être prêté au SM Caen afin de s'y aguerrir. Il y retrouve Pierre-Alain Frau son coéquipier à Lille la saison précédente. Il marque le premier but de sa carrière professionnelle, au Parc des Princes, lors de la défaite de Caen contre le Paris SG (4-2). Malgré une saison pleine (39 matchs toutes compétitions confondues, 1 but), il ne peut empêcher la relégation du club normand.
N'entrant plus dans les plans de Rudi Garcia, il s'engage le 25 janvier 2013 au KV Malines pour une durée de 3 ans. En janvier 2015, il rejoint Waasland-Beveren.
En mars 2016, il rejoint le club d'Ischia en troisième division italienne (Série C). En septembre, il effectue un test à l'US Orléans, en compagnie d'Isaac Koné, lui aussi passé par la Belgique. Il rebondit finalement à l'USL Dunkerque, évoluant en National, en décembre 2016.
En septembre 2017, il rejoint le club du Puy Foot 43 qui évolue en National 2, notamment avec les réserves du PSG et de l'Olympique lyonnais. Après une saison blanche il fait une première saison complète à l'issue de laquelle son club obtient la montée en National, le troisième échelon du football français. Il fit là aussi une saison régulière durant laquelle il inscrit un but sous le maillot ponot. Il est libre de tout contrat à l'issue de la saison, son club faisant face à des restrictions budgétaires,.
Il évolue actuellement à l'Olympique Grande-Synthe, club de sa région et a en parallèle repris ses études.

## Palmarès
- Champion de France en 2011 avec Lille.

## Statistiques
| Saison                | Club                  | Championnat           | Championnat | Championnat | Coupe nationale | Coupe nationale | Coupe de la Ligue | Coupe de la Ligue | Compétition(s) continentale(s) | Compétition(s) continentale(s) | Compétition(s) continentale(s) | Total | Total |
| Saison                | Club                  | Division              | M.          | B.          | M.              | B.              | M.                | B.                | Comp.                          | M.                             | B.                             | M.    | B.    |
| 2007-2008             | Lille OSC             | Ligue 1               | 1           | 0           | -               | -               | -                 | -                 | -                              | -                              | -                              | 1     | 0     |
| 2008-2009             | Lille OSC             | Ligue 1               | 2           | 0           | 2               | 0               | -                 | -                 | -                              | -                              | -                              | 4     | 0     |
| 2009-2010             | Lille OSC             | Ligue 1               | 8           | 0           | 1               | 0               | 1                 | 0                 | C3                             | 7                              | 0                              | 17    | 0     |
| 2010-2011             | Lille OSC             | Ligue 1               | 2           | 0           | -               | -               | -                 | -                 | C3                             | 4                              | 0                              | 6     | 0     |
| 2011-2012             | SM Caen (prêt)        | Ligue 1               | 36          | 1           | 1               | 0               | 2                 | 0                 | -                              | -                              | -                              | 39    | 1     |
| 2012-2013             | Lille OSC             | Ligue 1               | -           | -           | -               | -               | -                 | -                 | C1                             | -                              | -                              | 0     | 0     |
| 2013                  | FC Malines            | Jupiler League        | 5+1         | 0+0         | -               | -               | -                 | -                 | -                              | -                              | -                              | 6     | 0     |
| 2013-2014             | FC Malines            | Jupiler League        | 23+5        | 0           | 2               | 0               | -                 | -                 | -                              | -                              | -                              | 30    | 0     |
| 2014-2015             | FC Malines            | Jupiler League        | 4           | 0           | 1               | 0               | -                 | -                 | -                              | -                              | -                              | 5     | 0     |
| 2015                  | Waasland-Beveren      | Jupiler League        | 1+5         | 0+0         | -               | -               | -                 | -                 | -                              | -                              | -                              | 6     | 0     |
| 2015-2016             | Ischia Isolaverde     | Lega Pro              | 3+2         | 0+0         | -               | -               | -                 | -                 | -                              | -                              | -                              | 5     | 0     |
| 2016-2017             | USL Dunkerque         | National              | 4           | 0           | -               | -               | -                 | -                 | -                              | -                              | -                              | 4     | 0     |
| 2017-2018             | Le Puy Foot           | National 2            | 18          | 0           | 1               | 0               | -                 | -                 | -                              | -                              | -                              | 19    | 0     |
| 2018-2019             | Le Puy Foot           | National 2            | 29          | 1           | 2               | 2               | -                 | -                 | -                              | -                              | -                              | 31    | 3     |
| 2019-2020             | Le Puy Foot           | National              | 24          | 1           | 5               | 0               | -                 | -                 | -                              | -                              | -                              | 29    | 1     |
| Total sur la carrière | Total sur la carrière | Total sur la carrière | 173         | 3           | 15              | 2               | 3                 | 0                 | -                              | 11                             | 0                              | 202   | 5     |